# Culturebox, l'émission
Culturebox, le show initialement Culturebox, l'émission est une émission de télévision française sur l'actualité culturelle diffusée sur France 4 ayant été diffusée entre le 1er février 2021 et jusqu'au 20 août 2021, sur Culturebox chaîne culturelle à vocation éphémère du groupe audiovisuel public France Télévisions. À partir du 20 août 2021, le magazine est diffusé sur France 4 à la suite de l'arrêt de la chaîne Culturebox le même jour. Présentée par Daphné Bürki et Raphäl Yem, l'émission reçoit des artistes de toutes expressions comme notamment le cinéma, la musique, la danse, la littérature, la bande dessinée, les arts plastiques et elle propose des entretiens, spectacles vivants, concerts et performances artistiques dans les conditions du direct,.
L'émission s'arrête temporairement en 2024 après les Jeux Olympiques. Le programme fait son retour le 6 janvier 2025 dans un format hebdomadaire sous le titre Culturebox, le show, avec à nouvau Daphné Bürki en maîtresse de cérémonie et Raphäl Yem, délivrant une expérience inédite sur scène et en coulisses. Désormais l'émission est diffusée en première partie de soirée chaque lundi sur la chaîne publique France 4,  désormais enregistrée en public. L'émission s'arrête lors de la 5e saison, a la suite de la fin de la programmation Culturebox, sur France 4. L’émission a accueilli plus de 3500 artistes sur sa scène. L'émission invite des célébrités (comme Philippe Katerine, L'impératrice,...) et des jeunes artistes incarnant « la diversité culturelle actuelle » parmi lesquels Zaho de Sagazan, Flavien Berger et Novaé Lita.  Ainsi, c'est grâce à l'émission Culturebox que le public a pu découvrir à la télévision française des artistes comme l'artiste militant Lucky Love,, la chanteuse sino-libanaise Sheng, ...

## Distinction
En 2021, Culturebox l'émission obtient le prix de la "meilleure émission TV" lors du "Grand prix des médias" de CB NEWS.